# Llista de comtats de Vermont

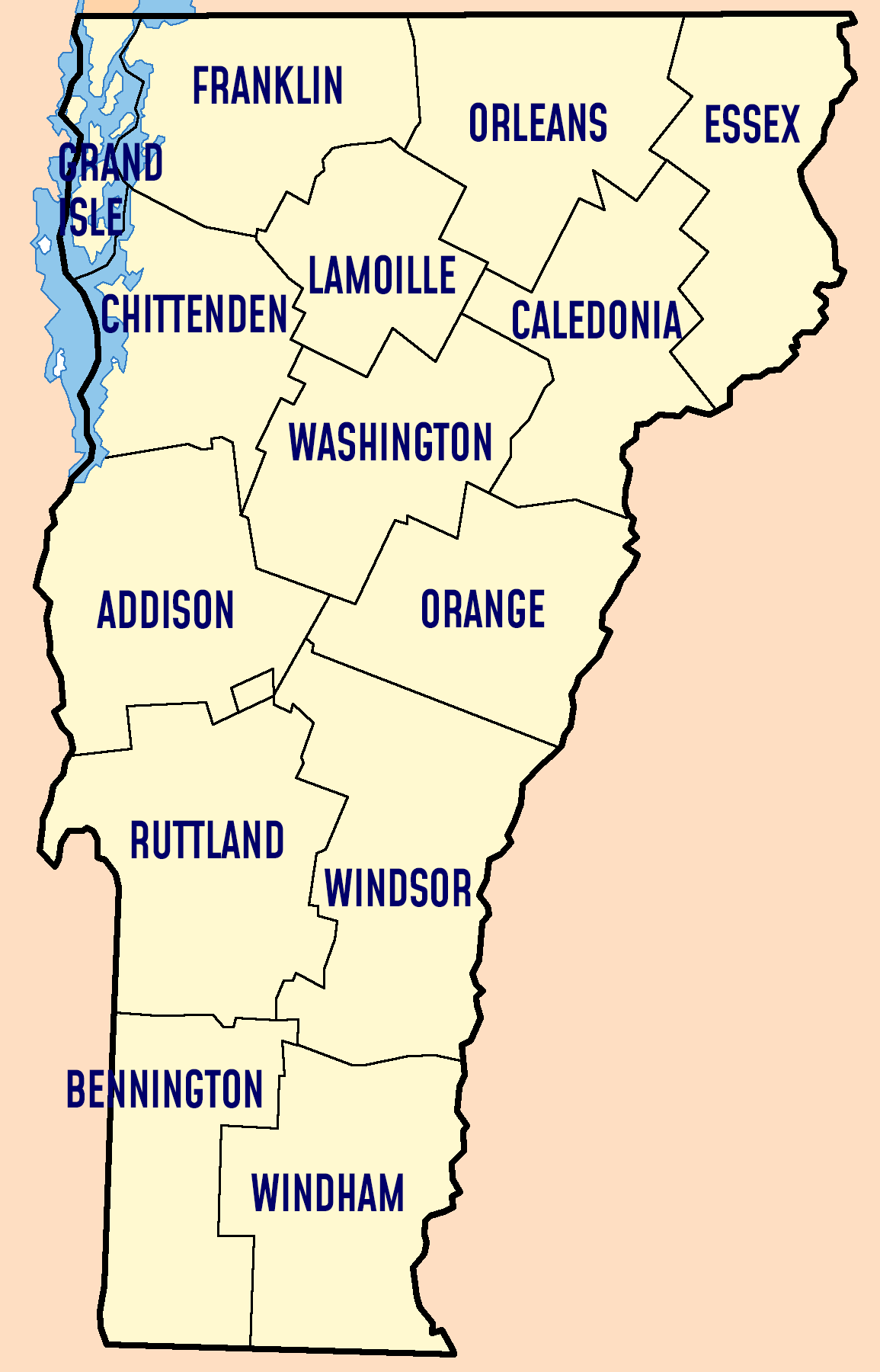
Mapa dels comtats de Vermont

L'estat nord-americà de Vermont s'organitza en 14 comtats. Els quals contenen unes 255 unitats polítiques, incloent 237 viles, 10 ciutats, 5 àrees no incorporades i 4 parcel·les de terra (anomenades gore).
L'abreviació postal de Vermont és VT i el seu codi FIPS d'estat és el 50.

## Comtats actuals
| Nom del comtat | Seu del comtat          | Data de creació | Origen | Etimologia del nom | Població (2024) | Superfície |
| -------------- | ----------------------- | --------------- | --- | --- | --------------- | ---------- |
| Addison        | Middlebury              | 1785            | A partir del comtat de Rutland. | Per Joseph Addison, polític i escriptor anglès. | 38.047          | 1.994 km²  |
| Bennington     | Bennington / Manchester | 1779            | Comtat original. | Per Benning Wentworth, governador colonial de Nou Hampshire (1741–1766).                                                                                             | 37.039          | 1.751 km²  |
| Caledonia      | St. Johnsbury           | 1792            | A partir del comtat d'Orange. | Pel nom llatí d'Escòcia. | 30.535          | 1.686 km²  |
| Chittenden     | Burlington              | 1787            | A partir del comtat d'Addison. | Per Thomas Chittenden, primer governador de Vermont (1791–1797). | 170.851         | 1.396 km²  |
| Essex          | Guildhall               | 1792            | A partir del comtat d'Orange. | Pel comtat anglès d'Essex. | 6.037           | 1.722 km²  |
| Franklin       | St. Albans              | 1792            | A partir del comtat de Chittenden. | Per Benjamin Franklin, considerat un dels Pares fundadors dels Estats Units.                                                                                         | 51.066          | 1.650 km²  |
| Grand Isle     | North Hero              | 1802            | A partir dels comtats de Chittenden i Franklin.                                                                                                 | Per ser l'Illa més gran del llac Champlain. | 7.528           | 215 km²    |
| Lamoille       | Hyde Park               | 1835            | A partir dels comtats de Chittenden, Franklin, Orleans i Washington.                                                                            | Pel nom "La Mouette" donat per l'explorador francès Samuel de Champlain, però transcrita malament com a "La Mouelle" i finalment transformada a l'ortografia actual. | 26.248          | 1.194 km²  |
| Orange         | Chelsea                 | 1781            | A partir del comtat de Cumberland. | Pel príncep Guillem d'Orange-Nassau, que governà Anglaterra i Escòcia.                                                                                               | 30.050          | 1.785 km²  |
| Orleans        | Newport                 | 1792            | A partir dels comtats de Chittenden i Orange.                                                                                                   | Per la ciutat francesa d'Orleans. | 27.726          | 1.805 km²  |
| Rutland        | Rutland                 | 1781            | A partir del comtat de Bennington. | Per la ciutat de Rutland de l'estat de Massachusetts. | 60.198          | 2414 km²   |
| Washington     | Montpelier              | 1810            | A partir dels comtats d'Orange, Caledonia i Chittenden. Establert amb el nom de Jefferson, però reanomenat Washington el 8 de novembre de 1814. | Per George Washington, primer president dels Estats Units (1789-1797).                                                                                               | 59.844          | 1.787 km²  |
| Windham        | Newfane                 | 1779            | Comtat original amb el nom de Cumberland. Reanomenat amb l'actual el 1781.                                                                      | Per la ciutat de Windham de l'estat de Connecticut. | 45.627          | 2.044 km²  |
| Windsor        | Woodstock               | 1781            | A partir del comtat de Cumberland. | Per la ciutat de Windsor de l'estat de Connecticut. | 57.697          | 2.515 km²  |

## Antics comtats
El 1777 Vermont estava format per només dos comtats: El comtat de Bennington, que comprenia la part occidental de l'estat, i l'estat de Cumberland, que comprenia la part oriental. El 1781 el comtat de Cumberland es va dividir en tres comtats: el comtat d'Orange, el comtat de Windham i el comtat de Windsor. El 1782 l'antic comtat de Washington, on actualment es troba l'estat de New Hampshire, va passar a formar part del mateix estat.